# ГЕС Татар
ГЕС Татар (тур. Tatar Barajı) – гідроелектростанція на південному сході Туреччини. Знаходячись після ГЕС Сейрантепе, становить нижній ступінь каскаду на річці Peri Suyu Çayı, лівій притоці Мунзур-Чай, яка, своєю чергою, є правою притокою Мурату (лівий витік Євфрату).
У межах проєкту річку перекрили кам'яно-накидною греблею із глиняним ядром висотою 82 метри (від фундаменту, висота від дна річки — 74 метри). Вона  утримує водосховище з об'ємом 299,6 млн м3 (корисний об'єм 58,3 млн м3), в якому припустиме коливання рівня в операційному режимі між позначками 910 та 915 метрів НРМ (у випадку повені останній показник може зростати до 917 метрів НРМ, а резервуар додатково вміщує 17,4 млн м3).
Через водовід довжиною 0,4 км з діаметром 7 метрів ресурс подається до пригреблевого машинного залу. Тут встановили дві турбіни типу Френсіс потужністю по 65,6 МВт, які при напорі у 64,5 метра повинні забезпечувати виробництво 421 млн кВт·год електроенергії на рік.
Видача продукції відбувається по ЛЕП, розрахованій на роботу під напругою 154 кВ.